# 広島県立河内高等学校
広島県立河内高等学校（ひろしまけんりつ こうちこうとうがっこう）は、広島県東広島市河内町下河内に所在する公立の高等学校。

## 設置学科
- 普通科

## 沿革
- 1909年 - 私立白市実科女学校を現在の東広島市高屋町白市に開校
- 1923年 - 白市高等女学校設立認可。白市実科女学校は自然廃校となる
- 1925年 - 広島県河内高等女学校と改称し、賀茂郡河内町に移転
- 1927年 - 財団法人設立の許可を得て、財団法人広島県河内高等女学校となる
- 1948年 - 学制改革に伴い河内高等学校に改組。男女共学となる。通常課程普通科・家庭科を設置
- 1949年 - 定時制普通科を設置
- 1951年 - 設置法人を学校法人河内学園に改組。河内学園河内高等学校となる。
- 1954年 - 商業科を設置
- 1966年 - 保育科を設置
- 1967年 - 普通科を募集停止
- 1968年 - 河内町に運営を移管し、広島県河内町立河内高等学校となる。学校法人河内学園を解散。
- 1974年 - 広島県に運営を移管し、広島県立河内高等学校となる
- 1978年 - 現在地に移転
- 1979年 - 普通科を設置、家政科類型別（家政型・保育型）となる
- 1988年 - 家政科家政型を募集停止し、食物調理科を設置。
- 1992年 - 家政科保育型を募集停止し、生活文化科を設置。
- 2005年 - 商業科・生活文化科・食物調理科募集停止。普通科単独校となる。

## 著名な関係者

### 出身者
- 三輪郁佳 - 自転車競技（BMX）選手